# 三碘化铷
三碘化铷是一种无机化合物，化学式为RbI3，由Rb+和I−
3构成。它可由碘化铷和碘在水溶液中加热反应得到。它可溶于乙醇，在乙醚中分解。
RbI + I2 → RbI3

## 结构
它是正交晶系的黑色晶体，与三碘化铯同构，空间群Pnma，晶胞参数a = 1090.8 pm，b = 665.5 pm，c = 971.1 pm。

## 反应
长期以来，人们一直认为三碘化铷还会进一步与碘反应，形成RbI7和RbI9，但已被最近的研究驳斥。